# Mehmet I
Kirisci Sultan Mehmet I Çelebi (Edirne, 1389 - aldaar, 26 mei 1421) was sultan van het Ottomaanse Rijk van 1413 tot 1421. Hij was de vijfde Ottomaanse sultan. De bijnaam kirisci betekent "de beul". Zijn naam is in Ottomaans schrift: محمد الأول.
In 1402 was de Ottomaanse sultan Bayezid I, Mehmets vader, gevangengenomen door de Mongoolse krijgsheer Timoer Lenk na de slag bij Ankara. Een periode van chaos volgde voor de Ottomanen, waarin de vier zoons van de sultan oorlog voerden om de troon. Dit wordt het "Ottomaanse Interregnum" genoemd. Een aantal in het verleden door de Ottomanen veroverde Turkse emiraten in Anatolië maakte van de gelegenheid gebruik zich weer af te splitsen. Ook de Byzantijnen en Serviërs profiteerden van het conflict door partij te kiezen.
De oudste zoon, Süleyman Çelebi, regeerde vanuit Adrianopel de Ottomaanse gebieden in Noord-Griekenland, Bulgarije en Thracië. Een andere zoon, İsa Çelebi, regeerde vanuit Bursa Midden-Griekenland en westelijk Anatolië. Mehmet ten slotte regeerde vanuit Amasya. Hij wist eerst zijn broer İsa te verslaan en diens gebied te annexeren. Een vierde broer, Musa, werd door hem bevrijd uit gevangenschap in het emiraat Kermian. Musa leidde daarna zijn broers leger in de oorlog tegen Süleyman. In 1410 wist Musa Süleyman te verjagen, maar daarna riep hij zichzelf uit tot sultan. Mehmets pogingen om Musa te bestrijden mislukten eerst, maar toen hij een bondgenootschap sloot met de Byzantijnen lukte het hem zijn broer te verslaan en alleenheerser over het Ottomaanse Rijk te worden (1413).
Tijdens zijn regering wist Mehmet het Turkse emiraat Candaroğlu, het christelijke koninkrijk Cilicië en delen van Albanië te veroveren. Daar stond tegenover dat hij als deel van zijn overeenkomst met de Byzantijnen de Byzantijnse keizer als meerdere te erkennen. Hij bleef de keizer gedurende zijn hele leven trouw, wat als een overwinning voor de Byzantijnse diplomatie moet worden beschouwd.
Mehmet is ook bekend als patroon van kunstenaars, zoals dichters. Hij liet veel publieke gebouwen bouwen, waarvan de Yeşil Camii (Groene Moskee) in Bursa het bekendste voorbeeld is. Hij liet de hoofdstad verplaatsen van Bursa naar Adrianopel.